# Cussonia jatrophoides
Cussonia jatrophoides är en araliaväxtart som beskrevs av Hutchinson och Eileen Adelaide Bruce. Cussonia jatrophoides ingår i släktet Cussonia och familjen Araliaceae. Inga underarter finns listade.